# The Texas Chain Saw Massacre
The Texas Chain Saw Massacre est un jeu vidéo multijoueur asymétrique de type survival horror développé à l'origine par Sumo Nottingham et édité par Gun Interactive. Depuis février 2024, le studio Black Tower Studios est chargé de son développement.
Adapté de la franchise Massacre à la tronçonneuse, il se déroule avant les événements du film original de 1974. Il s'agit d'un jeu en trois contre quatre. Trois joueurs prennent le rôle d'un membre de la Famille qui ont pour but d'assassiner les quatre autres joueurs, les Victimes, qui doivent de leurs côté tenter de se cacher et de s'échapper en utilisant plusieurs moyens qui leur permettront de fuir.
Le jeu met en scène plusieurs personnages crées spécialement pour lui mais également certains personnages de la franchise dont Leatherface, interprété par Kane Hodder qui était la doublure cascade du personnage dans Leatherface : Massacre à la tronçonneuse 3 (1990), ou encore l'auto-stoppeur, dont l'acteur original, Edwin Neal, reprend le rôle.
Le jeu est sorti en août 2023 sur Windows, PlayStation 4, PlayStation 5, Xbox One et Xbox Series. Avant son lancement officiel, des tests techniques se sont déroulés en mai de la même année.

## Synopsis
Bien qu'il s'agisse d'un jeu en ligne, The Texas Chain Saw Massacre dispose d'une histoire originale afin de poser son contexte. Chronologiquement, il se déroule en avril 1973, quelques mois avant les événements du film original de 1974. L'histoire tourne principalement autour de la disparition de Maria Flores. Sa sœur, Ana, décide alors de partir à sa recherche accompagné d'amis de son université. Néanmoins, une fois qu'ils arrivent dans les environs, ils se font enlever par la famille Sawyer.
Bien que chaque partie puisse se terminer avec une ou plusieurs des victimes réussissant à s'échapper et survivre, les développeurs ont confirmé que dans la chronologie officielle de la franchise, il est considéré qu'aucun d'entre eux n'a survécu à la famille. Ils sont donc tous morts au moment des événements du film de 1974,,.

## Personnages

### Famille
| Nom            | Interprète                                        | Disponibilité          |
| -------------- | ------------------------------------------------- | ---------------------- |
| Leatherface    | Lex Lang (voix)Kane Hodder (capture)              | Jeu de base            |
| Le cuisiner    | Troy Burgess (voix)                               | Jeu de base            |
| L'autostoppeur | Edwin Neal (visage et voix)Sean Whalen (capture)  | Jeu de base            |
| Johnny         | Damian Maffei (voix)Dove Mier (capture et visage) | Jeu de base            |
| Sissy          | Kristina Klebe (voix)Kelly Mittendorf (visage)    | Jeu de base            |
| Nancy          | Cissy Jones (voix)                                | DLC                    |
| Mains          | Robert Allen Mukes (voix et capture)              | DLC                    |
| Bones          | Bill Moseley (voix, visage et capture)            | DLC et pass de contenu |

### Victimes
- Pour la capture de mouvements, tous les personnages féminins sont interprétées par Scout Taylor-Compton, et tous les personnages masculins par Hunter C. Smith.

| Nom             | Interprète                        | Disponibilité          |
| --------------- | --------------------------------- | ---------------------- |
| Ana Flores      | Jeannie Tirado (voix)             | Jeu de base            |
| Connie Taylor   | Bryarly Bishop (voix)             | Jeu de base            |
| Julie Crawford  | Scout Taylor-Compton (voix)       | Jeu de base            |
| Leland McKinney | Matt Lowe (voix)                  | Jeu de base            |
| Sonny Williams  | Zeno Robinson (voix)              | Jeu de base            |
| Danny Gaines    | Michael Johnston (voix)           | DLC                    |
| Virginia        | Barbara Crampton (visage et voix) | DLC                    |
| Maria Flores    | Stephanie Panisello (voix)        | DLC                    |
| Wyatt Dunn      | Skeet Ulrich (visage et voix)     | DLC et pass de contenu |

## Sortie
En mai 2023, les développeurs de The Texas Chain Saw Massacre ont lancé une chaîne YouTube portant le nom de "LoFi Leatherface". La chaîne a utilisé des animations et des illustrations créées par Matt Hubel aux côtés de l'audio de la musique lo-fi.

## Voir également
- Friday the 13th: The Game, le précédent jeu d'horreur multijoueur de Gun Interactive